# Paper Mario: The Thousand-Year Door
Paper Mario: The Thousand-Year Door (en català: Paper Mario: La Porta Mil·lenària) és un videojoc de rol amb combats per torns de Nintendo fet per l'estudi Intelligent Systems publicat per la Nintendo GameCube el 22 de juliol de 2004 al Japó, el 12 de novembre del mateix any arribà als Països Catalans i a la resta del mercat de la Unió Europea. El 23 de maig de 2024 es llançà mundialment un remake del joc per la Nintendo Switch.

## Desenvolupament
El joc fou anunciat a la Game Developers Conference de 2003. Ja de bon començament fou planejat com una continuació directa del Paper Mario, per aquest motiu en un primer moment era conegut simplement com a "Paper Mario 2". Fou jugable per primera vegada a l'E3 de 2004, on hi havia disponible tres nivells: Star Crystal Fields (a la versió final anglesa s'anomena "Petal Meadows"), Hooktail Castle i un nivell de plataformes 2D en què es controlava a Bowser. Les dues primeres localitzacions esmentades pertanyen al primer capítol del videojoc final. Ja en aquesta demostració es podien veure molts dels elements distintius del videojoc final com el seu sentit de l'humor.

## Argument
En un viatge a Rogueport (en català: Port Canalla) la Princesa Peach obté el mapa d'un tresor de gran fortuna. Molt emocionada per aquest fet, envia una carta a Mario juntament amb el mapa per avisar-lo que vagi també fins a Rogueport per cercar junts el tresor. En arribar-hi emperò, Mario descobreix que la Princesa Peach ha estat segrestada per l'organització dels X-Nauts, els quals també cerquen el tresor; i que per poder aconseguir el tresor, haurà d'emprar el mapa per obtenir els set cristalls estel·lars, atès que sense ells no podrà obrir la porta mil·lenària que custodia el tresor.
Durant el seu viatge per aconseguir els cristalls estel·lars i salvar a la princesa, Mario tendrà l'ajut de diferents companys que el seguiran durant tota l'aventura. Peach, captiva a la base dels X-Nauts, es comunicarà en certs moments amb Mario enviant-li correus electrònics, ja que en secret es fa amiga de TEC, l'ordinador principal dels X-Nauts que vol descobrir què és l'amor perquè creu que està enamorat d'ella.
Altres personatges principals de l'univers de Mario també apareixen de manera més secundària en el videojoc, com és el cas de Luigi, que viu una aventura pròpia i diferent, i que podrem parlar amb ell perquè ens l'expliqui. Bowser també apareix i té un paper un poc més destacat, atès que cerca també els cristalls estel·lars per obtenir el tresor, el problema és que sempre va moltes passes per enrere de Mario i els X-Nauts, així i tot, en més d'una ocasió Mario se n'hi haurà d'enfrontar.

## Jugabilitat

### Combats
L'eix principal del joc són els combats per torns, els quals destaquen per tenir els nombres de les estadísitques sempre molt baixos a diferència d'altres jocs d'aquest estil, fet que el converteix en un joc bastant assequible per a jugadors nous del gènere. Els combats començaran per norma general en el moment que Mario col·lideix amb un enemic, exceptuant els enemics finals i alguns combats especials que seran després d'una cinemàtica. Quan el combat comenci hi ha tres maneres que acabi: el jugador perd, aquest cas es dona quan Mario ha perdut tots els PV (punts vida); el jugador aconseguiex escapar del combat emprant l'acció d'escapar o fent servir certs atacs o objectes espècials, aquest cas no es pot succeïr contra la majoria d'enemics finals; el jugador guanya el combat, atès que ha aconseguit que tots els enemics perdin els seus PV.
Si el jugador aconsegueix guanyar un combat, serà recompensat amb PE (punts estel), cada vegada que en tengui 100 Mario automàticament pujarà de nivell. En aquest moment el jugador podrà triar si vol augmentar 5 punts els PV de Mario, 5 punts els PF (punts flor), o 3 punts els PM (punts medalla). Els PV són bàsicament la quantitat de vida que té Mario, si en un combat arriben a 0 el jugador haurà perdut la partida. Els PF són punts compartits entre Mario i els seus companys, serveixen sobretot per fer atacs especials. Els PE serveixen per poder equipar medalles, havent-hi una gran varietat de castes: n'hi ha serveixen per augmentar estadístiques com l'atac o la defensa, com també n'hi ha que permeten fer servir certs atacs especials, o també n'hi ha que poden fer que hi hagi més possibilitats d'aconseguir més recursos quan acabi un combat, etc.
A part de la importància narrativa que tenen els cristalls estel·lars també compleixen una funció durant el combat. Cada vegada que  Mario aconsegueixi un nou cristall estel·lar desblocarà una barra addiccional de poder estel·lar com també un nou i poderós moviment especial. Per poder-los fer servir Mario haurà d'omplir les barres de poder estel·lar suficients, això s'aconsegueix fent accions que agradin el públic, car els combats es fan en un escenari de teatre.

### Fora dels combats

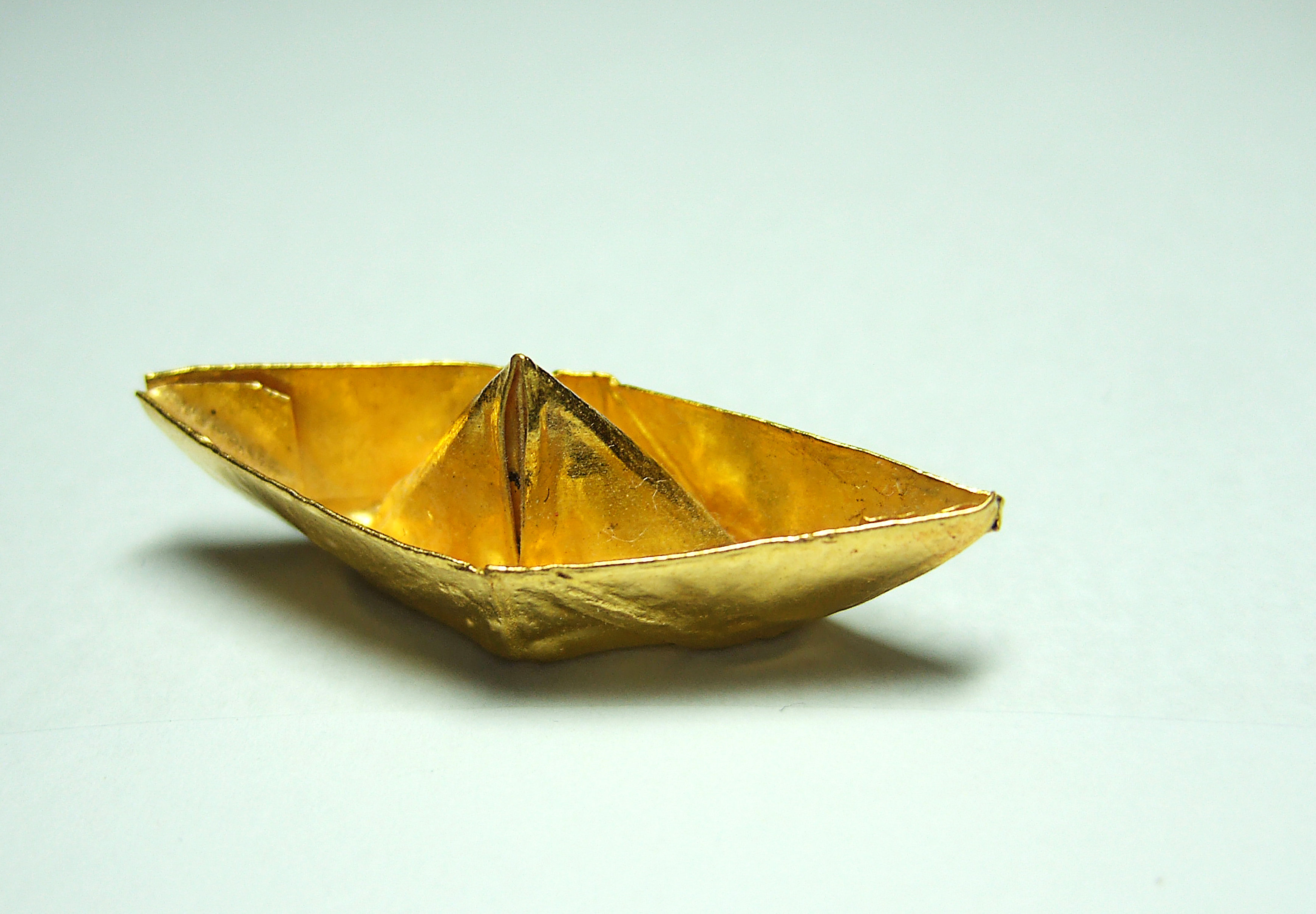
Mario es podrà transformar en un vaixell de paper per poder-se desplaçar per l'aigua.

Per una altra banda, el joc fora dels combats destaca per la quantitat de trencaclosques que hi ha, no pas per la quantitat de plataformes, que són molt escasses tot i que la franquícia de Super Mario destaqui pels seus jocs de plataformes. La majoria dels puzles es resoldran emprant les habilitats dels diferents companys que Mario coneix durant la seva aventura. Per posar un exemple: Koops, un koopa molt tímid i poruc, podrà ser llançat quan es fica dins la seva closca per activar interruptors que d'altra manera Mario no hi podria arribar. En altres moments Mario també haurà de fer servir les seves pròpies habilitats, ja siguin el salt per rompre sòls endebles, o el martell per destruir alguns blocs. De les seves habilitats destaquen unes noves d'aquesta entrega que adquireix per una maledicció en què es podrà transformar en figures de paper com en un avió per poder arribar volant a certs llocs.
També hi ha bastant contingut opcional, com un casino on hi ha diferents minijocs, el Trouble Center on el jugador podrà acceptar i fer encàrrecs pels diferents NPC del joc, dur ingredients a una Toad que hi ha Rogueport perquè ens cuini totes les receptes de menjar que té el joc, trobar els diferents Sols amagats pels escenaris per poder pujar de nivell els companys; o el lloc anomenat en anglès "Pit of 100 Trials", un repte de fer 100 combats seguits per aconseguir un tresor. Encara que en aquest repte s'hi pot accedir molt aviat, està pensat per fer-se un cop el jugador hagi acabat l'aventura principal.

### Bowser i Peach com a personatges jugables
Cada vegada que Mario aconsegueixi un cristall estel·lar haurà acabat un capítol, en aquest moment el jugador controlarà primer a Peach i després Bowser en seccions jugables molt curtes i petites. Pel que fa a Peach, les seves seccions consistiran sobretot a fer favors a TEC per tal que aquest li deixi enviar correus electrònics a Mario. Al principi aquests favors seran sobretot fer coses lúdiques amb ell, atès que vol entendre si realment el que sent per ella és amor. Més endavant li demanarà que l'ajudi a descobrir quins són els autèntics plans del cap dels X-Nauts amb el tresor i com és que fins i tot ell, essent l'ordinador principal de l'organització, no els sap.
Quant a Bowser destacà perquè té dues castes ben diferenciades de seccions jugables que s'intercalaran al final de cada capítol. Per una banda, hi ha seccions amb un to més humorístic en què simplement visita zones que ja ha visitat el jugador anteriorment amb Mario i en les quals podem veure Bowser interactuar amb els diferents NPC de l'àrea. Les altres seccions són nivells molt breus de plataformes 2D inspirats clarament en els jocs de plataformes de la franquícia.

## Recepció
El joc tingué unes notes força altes, amb una mitjana de 87 pels mitjans de comunicació a Metacrític. En general, s'afalagà el sistema de combat (essent una millora i perfeccionament clars del sistema de combat del primer joc), la història, el guió, la diversitat de situacions i els personatges nous d'aquesta entrega.
Així i tot, les vendes del joc foren força discretes, venent només 1,91 milions de còpies. Encara que les vendes foren superiors als 1,37 milions d'unitats venudes del Paper Mario per la Nintendo 64, estaven molt enfora de la seqüela Super Paper Mario, la qual vengué més de 4 milions de còpies.

## Remake
L'any 2024 es llançà un remake del joc per la Nintendo Switch. Aquesta nova versió fou pensada sobretot a millorar l'àmbit tècnic, millorant els gràfics del videojoc original i canviant altres aspectes com l'apartat sonor dels quals destaca la nova banda sonora, encara que també hi ha la possibilitat de jugar aquest remake amb la banda sonora original emprant una medalla que s'aconsegueix dins el joc. Així i tot, aquest remake no estigué absent de polèmica en aquest àmbit, atès que el joc es mou a 30 FPS, a diferència de l'original que va 60 FPS.
Fora de canvis en l'apartat tècnic, el remake afegí nombroses millores de qualitat de vida, com una roda per poder canviar ràpidament el company que va amb en Mario, un Toad que serveix per practicar el sistema de combat, o una sala nova amb canonades que et teletransporten a localitzacions ja visitades de l'aventura, ideal per certs moments que requereixen tornar a aquests llocs. Però també té empitjoraments respecte a l'original en aquest apartat, com és el cas que ja no es poden passar les conversacions ràpidament, o que el menú d'accions dels combats ara tengui input lag.
Pel que fa a contingut nou, el remake afegeix una galeria d'imatges i de les cançons de la banda sonora que es van desblocant quan el jugador avança en la història i compleix certs requisits. També inclou dos enemics finals secrets nous que sempre havien estat molt demanats per la comunitat de la saga.
En general, aquest remake fou bastant ben rebut, com demostren el 87 de mitjana per part dels mitjans de comunicació i el 90 dels usuaris a metacrític, valorant especialment la nova banda sonora i les millores en la qualitat de vida com són les noves adreçares. Tanmateix, es criticà de forma general els 30 FPS i la falta de més novetats, com també l'impediment de poder passar els texts ràpidament sobretot per part dels usuaris.

### El gènere de Vivian
Un dels canvis més importants que tengué aquest remake fou que en totes les traduccions el personatge de Vivian s'identifica com una dona transgènere, mentre que a l'original en certes traduccions com l'anglesa o l'alemanya Vivian és una dona cisgènere. La manera d'assabentar-nos d'aquest fet també canvia, mentre a l'original es descobreix per una conversa que Vivian té amb la seva germana gran en què aquesta darrera li diu que realment és un home per fer-li mal, al remake és la mateixa Vivian qui li diu a Mario que ella és una dona transgènere bastants de capítols després. La conversa abans esmentada succeeix en el remake, però sense que Vivian sigui atacada pel seu gènere, tanmateix, en aquesta conversa Vivian diu una indirecta per fer al·lusió que és transgènere.

## Curiositats
-Un dels companys que més destaca en aquest videojoc és un petit Yoshi que fa eclosió d'un ou que acompanya a Mario. És l'únic company del joc que li podrem posar el nom que vulguem. Depenent de quant de temps fa que l'ou acompanya a Mario fins al moment descloure, variarà el color que tengui el Yoshi.
-El joc té diverses referències als companys de Mario del Paper Mario. La que més destaca és que una vegada hàgim acabat la història principal podrem xerrar amb Bow, una boo que acompanya a Mario al Paper Mario.
-De la mateixa manera que Mario, podem trobar a Luigi amb diferents companys que coneix durant la seva aventura. Si parlam amb ells la majoria de les vegades ens explicaran els successos que conta Luigi, però amb certes diferències que no el deixen gaire ben parat.
-En un dels primers pobles que es visiten del joc anomenat Petalburg hi ha un petit Toad que ens comentarà que li agrada molt jugar a Fire Emblem, franquícia de Intelligent Systems.
-Una de les missions secundàries del videojoc és ajudar un personatge a obrir el seu maletí, atès que ha oblidat la contrasenya d'aquest. La curiositat rau que el personatge prova de convèncer a un venedor de salsitxes perquè les vengui amb la salsa de la seva empresa, oferta que rebutja el venedor. En el joc original si provam de cuinar un plat mesclant ambdós ingredients ens sortirà un plat anomenat "mistake" (literalment "error" en català), essent el pitjor plat del joc que només surt quan no triam bé els ingredients per cuinar. Ara bé, el remake inclou un plat nou diferent que s'obté quan cuinam junts els dos ingredients.
-El joc té un sistema de loteria en el qual cada dia surt un nombre de cinc xifres. El jugador pot comprar un tiquet amb un nombre i comprovar cada dia si ha tengut sort que totes les xifres coincideixin. La realitat, emperò, és que el sistema de loteria no genera cada dia un nombre a l'atzar com hom podria suposar, sinó que el jugador guanyarà un premi o un altre depenent de la quantitat de dies que hagin passat en el sistema intern de la consola sense que hagi comprovat el nombre guanyador.